# Orbán Ferenc (építész)
Telekfalvi Orbán Ferenc (Déva, 1874. augusztus 30. – Budapest, 1961. augusztus 22.) magyar építész, elsősorban vidéki járásbíróságok építészeként volt ismert a két világháború közötti időszakban.

## Élete

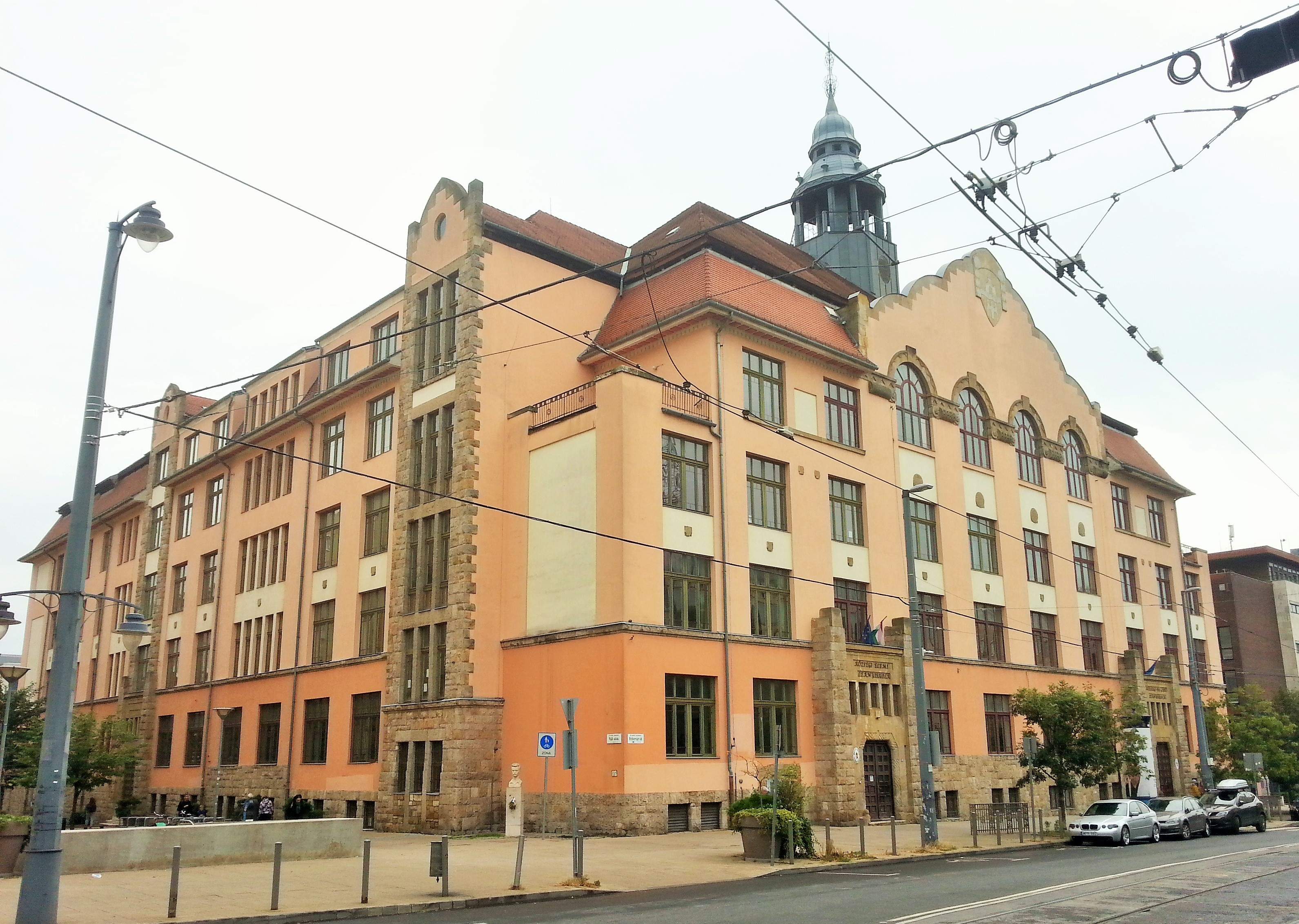
Váli utcai Községi Elemi és Polgári Leányiskola, Budapest

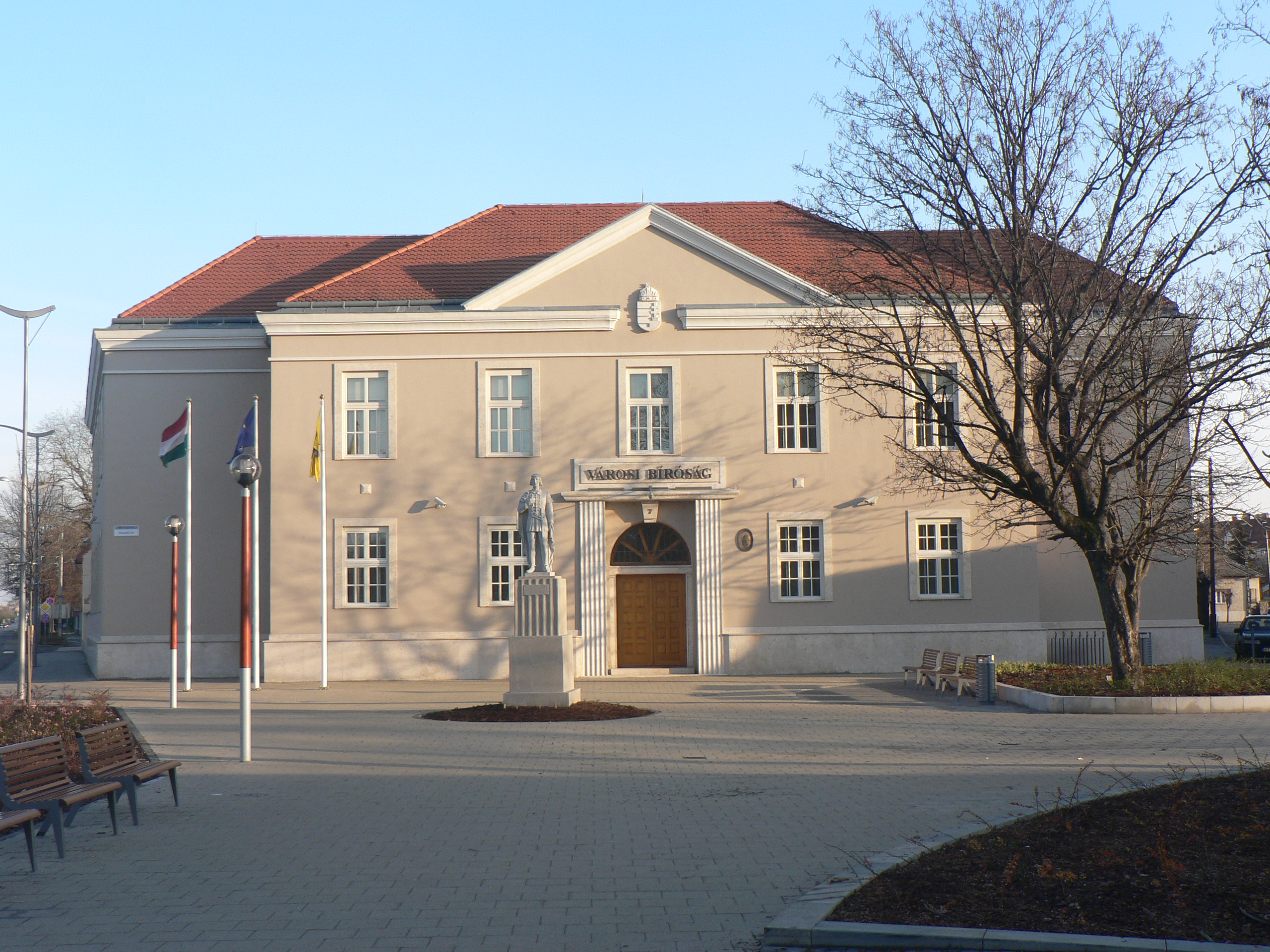
Járásbíróság, Hatvan

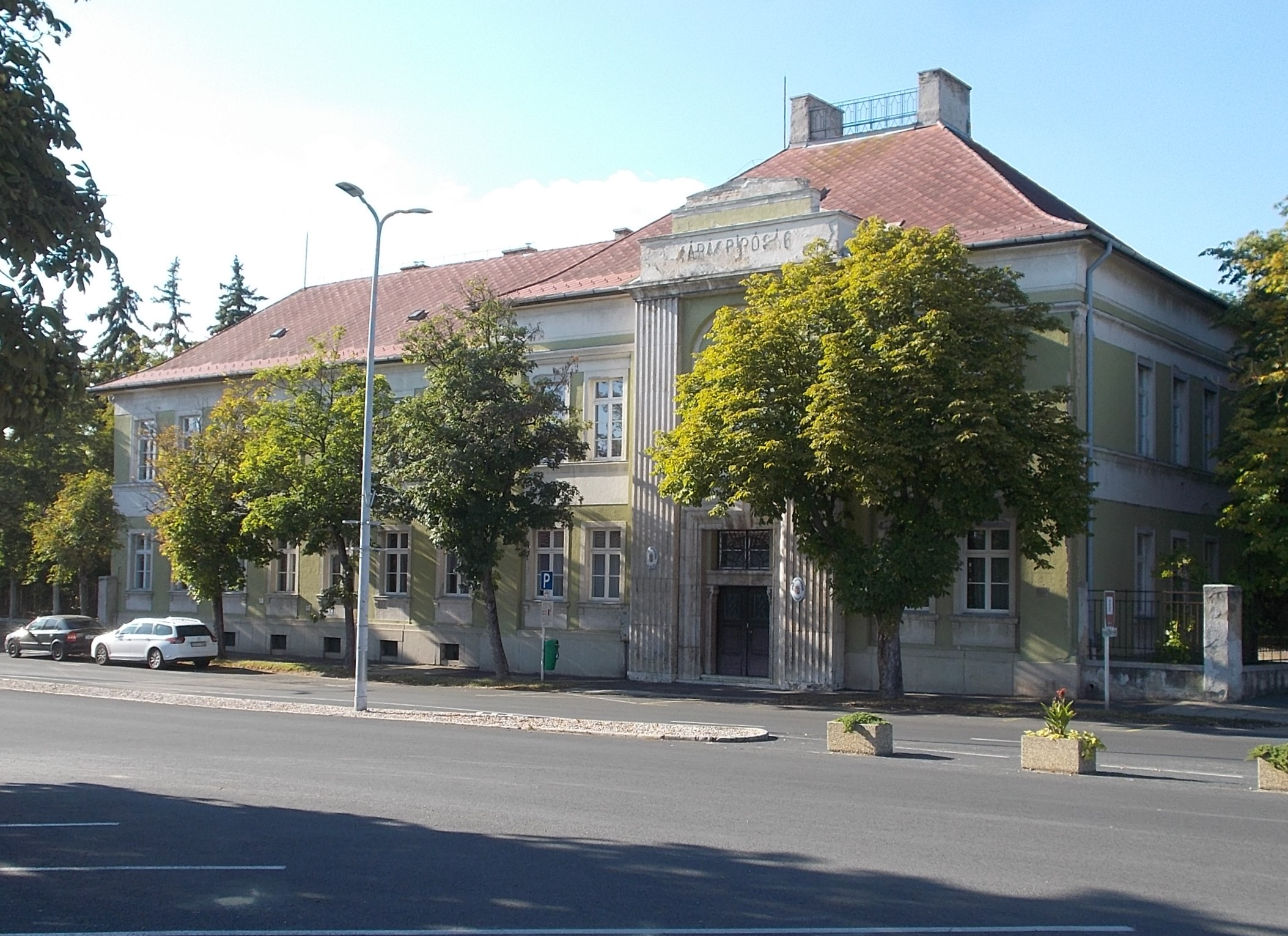
Járásbíróság, Tapolca

Orbán Ferenc (1847–1924) utazó, földrajzi szakíró, tanító és kisfaludi Kassics Hedvig fiaként született. Anyai nagyapja Kassics Ignác (1792–1854) jogtudós, táblabíró. 1897-ben szerzett oklevelet a budapesti Műegyetemen. Ezt követően Czigler Győző mellett kezdett el dolgozni, később külföldi tanulmányútra ment, majd 1899-ben a bécsi főudvarmesteri hivatal mérnöke lett. 1908-ban a budapesti Állami Felső Építőipariskola tanárává nevezték ki. 1934-ben vonult nyugalomra.
Számos középületet tervezett a magyar fővárosban és vidéken is. Részt vett az 1910-es években Bárczy István kislakás- és iskolaépítési programjában, majd az 1920-as években Liber Endre kislakásépítési programjában 1 iskola, illetve 1 bérház tervezésével.
Építészet-szakirodalmi munkásságot is folytatott.
1961-ben hunyt el nem sokkal 87. születésnapja előtt. A Farkasréti temetőben helyezték nyugalomra.

## Írásai
- Családi ház tervezése. Az építészetről a közönséghez, Budapest, 1931.[6][10]

## Ismert épületei
- 1910–1912: Váli utcai Községi Elemi és Polgári Leányiskola (ma: József Attila Gimnázium), 1117 Budapest, Váli u. 1. (Sándy Gyulával közösen)[6][8][11][12] – épült Bárczy István kislakás- és iskolaépítési programja keretében
- 1924: Járásbíróság, Hatvan[6][13]
- 1925–1927: Járásbíróság, Hajdúböszörmény[5][6]
- 1926: Fogház, Békéscsaba, Deák utca 2.[14][15][16]
- 1926–1927: Járásbíróság, Békéscsaba, Deák utca 2.[6][14]
- 1928–1929: Járásbíróság, Debrecen, Petőfi tér helyén[5][6] – 1944-ben elpusztult[5]
- 1929: Járásbíróság, Tapolca[17]
- ?: Járásbíróság, Hajdúszoboszló[6]
- ?: Fa- és fémipari szakiskola, Szolnok[6]
- ?: a „Hangya Szövetkezet” tárháza, Budapest[6]
- ?: a „Hangya Szövetkezet” albertfalvai gyártelepe, Budapest[6]
- ?: Vigadó, Kolozsvár[18]
- ?: Második pálmaház, Schönbrunn[6]

1912–1913-ban az ő tervei alapján készítették el a Berettyóújfalui Járásbíróság épületének, 1928-ban a Nyíregyházai Törvényszéknek, 1927-ben a Debreceni Fogháznak bővítését.

### Tervben maradt épületei
- 1908: Járásbíróság, Balassagyarmat[20][21]
- 1910: Városháza, Kolozsvár[22] – az épület felépítését tévesen tulajdonítják neki[18]
- 1911: Községi Nyilvános Könyvtár, Budapest (Hikisch Rezsővel közösen)[23]
- 1911: Járásbíróság, Torda[20][24] – a pályázatot megnyerte Orbán, de az épület az első világháború kitörése miatt mégsem készült el
- 1912: Magyar Királyi Törvényszék és Fogház, Pécs[21]
- 1915: Járásbíróság, Sepsiszentgyörgy[25]